# Mark Goddard
Mark Goddard (eigentlich Charles Goddard; * 24. Juli 1936 in Lowell, Massachusetts; † 10. Oktober 2023 in Hingham, Massachusetts) war ein US-amerikanischer Schauspieler.

## Leben
Goddard brach das College ab, um in Manhattan an der American Academy of Dramatic Arts Schauspiel zu studieren. Danach zog er nach Los Angeles, um in Hollywood als Schauspieler zu arbeiten. Schnell erhielt er eine erste Gastrolle in der Fernsehserie Johnny Ringo. Im darauf folgenden Jahr erhielt er eine der Serienhauptrollen in Kein Fall für FBI an der Seite von Robert Taylor, die er bis 1962 in 65 Episoden spielte. In der Folgezeit hatte er weitere Gastrollen in Serien wie Westlich von Santa Fé, Rauchende Colts und Die Leute von der Shiloh Ranch.
1964 erhielt er eine Serienhauptrolle in Many Happy Returns, von der jedoch nur eine Staffel produziert wurde. Er erhielt daran anschließend eine Hauptrolle in der Serie Verschollen zwischen fremden Welten, die zwischen 1965 und 1968 produziert wurde, und durch die er in den USA landesweit bekannt wurde. In den 1970er und 1980er Jahren spielte Goddard weitere Gastrollen in Serien wie Quincy, Ein Colt für alle Fälle und Jake und McCabe – Durch dick und dünn. Zwischen 1984 und 1986 spielte er in der Seifenoper General Hospital, weitere wiederkehrende Rollen hatte er in den Seifenopern Liebe, Lüge, Leidenschaft und The Doctors.
In den Jahren 1977 und 1978 spielte er am Broadway in 233 Aufführungen des von Martin Scorsese inszenierten Musicals The Act an der Seite von Liza Minnelli und Barry Nelson. 1998 hatte er einen Cameo-Auftritt in der Neuverfilmung von Lost in Space, in der er den Vorgesetzten von Major Don West spielte, seiner damaligen Rolle. Danach trat er nur noch zwei weitere Male als Schauspieler in Erscheinung. Sein Schaffen umfasst rund 50 Produktionen.
Goddard war in dritter Ehe verheiratet und hatte drei Kinder. Er holte Jahrzehnte nach dem Abbruch seinen College-Abschluss mit einem Master of Education nach und arbeitete daraufhin mehr als 20 Jahre als Lehrer an einer Schule in Massachusetts. 2008 veröffentlichte er mit To Space and Back seine Memoiren.

## Filmografie (Auswahl)
- 1959–1960: Johnny Ringo (Fernsehserie, 38 Folgen)
- 1960–1962: Kein Fall für FBI (The Detectives, Fernsehserie, 64 Folgen)
- 1959, 1962: Westlich von Santa Fé (The Rifleman, Fernsehserie, 2 Folgen)
- 1964: Rauchende Colts (Gunsmoke, Fernsehserie, 1 Folge)
- 1964: Die Leute von der Shiloh Ranch (The Virginian, Fernsehserie, 1 Folge)
- 1964: Many Happy Returns
- 1965–1968: Verschollen zwischen fremden Welten (Lost in Space, Fernsehserie, 84 Folgen)
- 1965: Nymphomania (A Rage to Live)
- 1965: Auf der Flucht (The Fugitive, Fernsehserie, 1 Folge)
- 1974–1980: Barnaby Jones (Fernsehserie, 4 Folgen)
- 1975–1976: Petrocelli (Fernsehserie, 2 Folgen)
- 1977: Quincy  (Quincy M.E., Fernsehserie, 1 Folge)
- 1977: Die Straßen von San Francisco (The Streets of San Francisco, Fernsehserie, 1 Folge)
- 1977: Blue Sunshine
- 1981: Liebe, Lüge, Leidenschaft (One Life to Live, Fernsehserie, 10 Folgen)
- 1983: Ein Colt für alle Fälle (The Fall Guy, Fernsehserie, 1 Folge)
- 1984: Der Ninja-Meister (The Master, Fernsehserie, 1 Folge)
- 1985–1986: General Hospital (Fernsehserie, 11 Folgen)
- 1987: Jake und McCabe – Durch dick und dünn (Jake and the Fatman, Fernsehserie, 1 Folge)
- 1998: Lost in Space